# انتروکوک دورانس
انتروکوک دورانس (Enterococcus durans) گونه ای از انتروکوک است. این باکتری، کوکسی گرم مثبت بوده و از نظر تولید آنزیم های کاتالاز و اکسیداز منفی است. تا پیش از سال ۱۹۸۴، استرپتوکوک دورانس نامیده می شد.